# Artur Menezes
Artur Menezes é um guitarrista de blues do Brasil. 
Em 2019, Artur venceu o concurso promovido pela Ernie Ball e tocou no Crossroads Guitar Festival, festival do icônico guitarrista britânico Eric Clapton. Em 2018, ele foi eleito o melhor guitarrista no "34º Desafio Internacional de Blues" (34th International Blues Challenge), evento promovido pela The Blues Foundation. Artur venceu a categoria "Gibson/Albert King Award for best guitarist" e conquistou o terceiro lugar na categoria banda com seu grupo, afiliado ao Santa Clarita Valley (SCV) Blues Society.
Em sua discografia, constam 6 álbuns de estúdio. "2", de 2013, foi pré-selecionado ao Prêmio da Música Brasileira de 2013 na categoria de “Melhor Disco em Língua Estrangeira”. Já seu quarto álbum - "Keep Pushing", de 2018 - chegou a figurar no 5º lugar no "Top 50 Blues Rock Charts" da Roots Music Report.

## Discografia
- 2010 - "Early to marry"
- 2013 - "2"
- 2015 - "Drive Me"
- 2018 - "Keep Pushing"
- 2020 - "Fading away"
- 2023 - "AM/FM" (EP)